# 12 Pułk Huzarów (austro-węgierski)

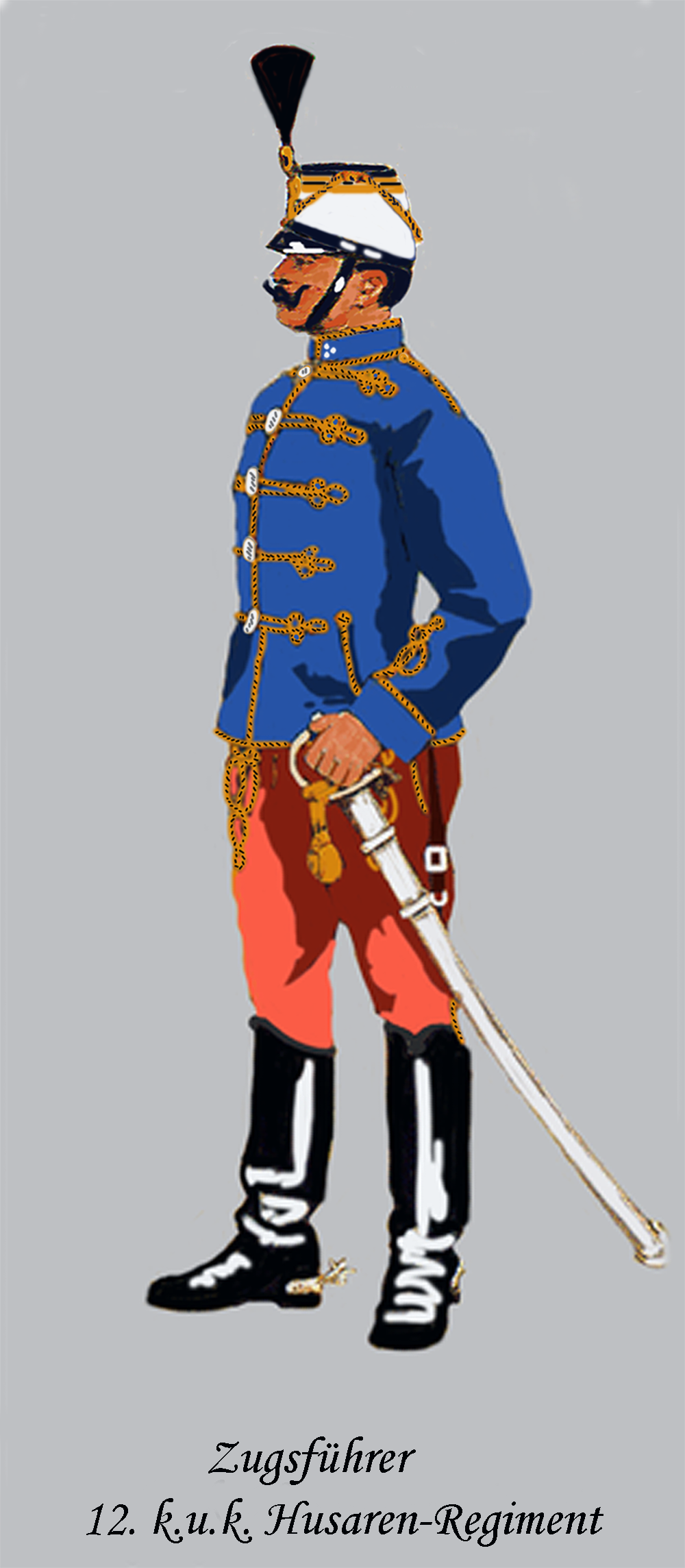
Zugsführer HR. 12

Pułk Huzarów Nr 12 (HR. 12) – pułk kawalerii cesarskiej i królewskiej Armii.
Pełna nazwa niemiecka: Husarenregiment Nr 12.
Data utworzenia: 1800. Od około 1867 pułk stacjonował w Rzeszowie, od około 1874 sztab funkcjonował w Wiedniu.
Żołnierze nosili attylę jasnoniebieską, a guzy do pętlic („oliwki”) były srebrne; czako –  białe.

## Skład etatowy
Dowództwo
Służby pomocnicze:
- pluton pionierów
- patrol telegraficzny
- służba zapasowa

2 × dywizjon
- 3 × szwadron po 117 dragonów

Pełny etat: 37 oficerów i 874 podoficerów i żołnierzy.

## Dyslokacja w 1914 roku
Dowództwo i II dywizjon – Arad, I dywizjon – Nagykikinda.

## Przydział w 1914 roku
VII Korpus, 7 Brygada Kawalerii.